# Калинникова, Галина Филипповна
Гали́на Фили́пповна Кали́нникова (род. 14 января 1963, Новочеркасск, Ростовская область) — российский военный медик, прапорщик медицинской службы, военфельдшер группы специального назначения «Тайфун» 48-го полка оперативного назначения внутренних войск МВД России, кавалер ордена Мужества, участница Первой карабахской, осетино-ингушской и Первой чеченской войн. Единственная женщина в России, удостоенная права ношения крапового берета.

## Биография
Родилась Галина 14 января 1963 года в городе Новочеркасске Ростовской области.
С 1970 по 1980 годы училась в средней школе № 6 города Новочеркасска.
В 1987 году поступила в Целиноградский медицинский колледж располагавшийся в Казахской ССР (ныне город Астана).
По окончании колледжа, в 1989 году, вернулась на родину и добровольно призвалась на военную службу — медсестрой в Новочеркасский 1-й окружной военный госпиталь внутренних войск МВД СССР.
2 октября 1989 года, приказом министра внутренних дел, на базе 100-й Новочеркасской дивизии оперативного назначения внутренних войск МВД СССР (войсковая часть № 3719) был сформирован 48-й полк оперативного назначения.
В 1992 году, старшая медсестра физиотерапевтического отделения Галина Калинникова была закреплена за группой спецназа «Тайфун», которая направлялась в командировку в Нагорный Карабах.
По возвращении из командировки Галина подала рапорт на имя командира полка о зачислении её в состав группы «Тайфун». Рапорт был удовлетворён, и уже в октябре 1992 года Калинникова выехала во вторую свою командировку, в Северную Осетию, где ГСН «Тайфун» выполняла роль миротворцев.
В 1994 году, с началом первой чеченской войны, группа «Тайфун» выдвинулась в район станицы Ассиновской. Бойцам был дан приказ во избежание провокаций не отвечать на одиночные выстрелы, однако опытные чеченские снайперы за одну ночь «одиночными выстрелами» могли уложить целую роту. Так через пару недель первые потери появились и у «Тайфунцев». Из Самашек во Владикавказ повезли убитых и раненых. Калинникова не догадывалась, что скоро этой дорогой повезут и её, тяжелоконтуженую.
В конце декабря 1994 года колонна из двух «Уралов» и БМП ехала на Куликово поле (место на границе Чечни и Ингушетии), одна из машин была подбита боевиками. Когда Калинникова метнулась к горящему «Уралу» спасать раненых, поняла что сама контужена, однако успела вколоть бойцам обезболивающее и перевязать. Немного[уточнить] отлежавшись, оттащила раненых в сторону. Когда подоспела подмога, Калинникова была доставлена в Моздок — в военный госпиталь. Там она находилась на излечении до апреля 1995 года, после чего вернулась в отряд.
В августе 1998 года группа специального назначения «Тайфун» была расформирована, Калинникова была оставлена в медицинской службе полка.
В 2004 году в звании прапорщика вышла в запас. Живёт в Новочеркасске.

## Награды
- Орден Мужества (весна 1995 г.);
- Краповый берет (4 апреля 1996 г.) — «за проявленные в боях мужество и отвагу».